# Dardo
Dardo je borbeno vozilo pješaštva talijanske vojske koji je nastao kao zamijena za M113 oklopni transporter.

## Razvoj
Nakon istraživanja o ostvarivosti i isplativosti projekta razvoja novog borbenog vozila pjašatva talijanske vojske i prihvaćanja projekta, 1982. godine potpisan je ugovor o razvoju između talijanskih tvrtki OTOBreda i IVECO. Prvi od tri planirana prototipa dovršen je 1988. godine i dobio je oznaku VCC-80. Prototip je imao dvočlanu kupolu s 25 mm automatskim opom i sustavom upravljanja paljbom (SUP) koji je preuzet s tenka Ariete C-1 i Centauro borbenog vozila na kotačima. Daljnim pobaljšanjima na krov kupole postavljena su dva TOW lansera za protutenkovske rakete. Zbog visoke cijene, SUP je pojednostavljen što znači da je lošiji od onog na tenku Ariete C-1. Serijska proizvodnja počela je 1998. godine potpisivanjem ugovora s Iveco Fiat i Oto melara tvrtkama. U ugovoru je dogovorena isporuka od 200 Dardo vozila u različitim inačicama i namijenjenih različitim vojnim zadacima.

## Naoružanje
Glavno naoružanje Dardo oklopnog vozila je 25 mm Oerlikon top koji ima mogućnosti odabira različitih brzina paljbe od pojedinačne pa do 600 granata u minuti. Kupola u koju je ugrađen top pokretana je elektromotorom. Top rabi sedam vrsta granta, a borbeni komplet obuhvaća 200 granta. kako se ovaj top pokazao neučikovit protiv drugih oklopnih vozila, na kupolu su postavljena dva TOW lansera raketa dometa 3750 metara koja tenk napada odozgo i sigurno uništava sve moderne tenkove opremljene eksplozivno-reaktivim oklopom. 
Za Dardo je tvrtka Otobrenda razvila i jači top kalibra 60 mm koji ima i automatski punjač. Brzina paljbe je od pojedinačno do najviše 30 granata u minuti. Borbeni komplet sadrži 32 granate koje mogu biti ili probojne s potkalibarnim pernetratorom ili eksplozivne. Probojna granata može probiti do 120 mm homogenog čeličnog oklopa s udaljenosti od 2000 metara. Sustav upravljana paljbom (SUP) je kvalitetniji od onog na 25 mm topu i vrlo je sličan SUP-u na Centauru.

## Oklop
Nema detaljnih podataka o karakteristikama i debljini oklopa na Dardu, ali se zna da je oklop građen od zavarenih aluminijskih ploča na koje su dodane čelične ploče na prednjem i bočnom dijelu tijela i kupole. Ova razina oklopne zaštite dovoljna je da zaštiti posadu od udara 25 mm granate u prednji dio vozila i 14.5 mm teške strojnice u bočni dio. 

## Pokretljivost
Dardo pokreće IVECO 8260 V-6 Dieselov motor s turbopunjačem i vodenim hlađenjem. Ovakav motor ugrađen je i u Centauro što olakšava održavanje i opskrbu dijelova. Ovaj motor razvija 520 ks pri 2300 okretaja u minuti. Maksimalna brzina Darda je 70 km/h. Motor zbog dobrog rashladnog sustava može raditi i na temperaturi do + 49oC i u uvjetima guste prašine i pijeska. Dardo nema amfibijske sposobnosti, ali bez ikakve pripreme može prijeći vodenu prepreku dubine do 1,5 metara.

## Borbena povijest
Dardo borbena vozila pješaštva sudijelovala su u akciji "Iračka sloboda" kao dopuna talijanskim jedinicama, a 10 ih je trenutno raspoređeno u Afganistanu.